# Старый Куюк
Старый Куюк (баш. Иҫке Көйөк) — село в Янаульском районе Башкортостана, относится к Истякскому сельсовету.

## География
Находится на речке Киндеклы; неподалёку расположена железнодорожная платформа Куюк. Центральная улица в селе названа в честь Героя Социалистического Труда Фидуса Фаизовича Асхадуллина. Расстояние до:
- районного центра (Янаул): 10 км,
- центра сельсовета (Истяк): 3 км,
- ближайшей ж/д станции (Янаул): 10 км.

## История
Деревня основана во второй половине XVIII века башкирами Уранской волости Осинской дороги на собственных землях под названием Куюк. Название деревни Куюк при реке Кундакле топонимисты объясняют от слова койок, что означает гарь, место, очищенное от леса подсечным способом. В 1795 году V ревизия учла здесь 74 башкира-вотчинника при 11 дворах. Ею не взято на учет 25 пугачёвцев ввиду их выезда в другие поселения из-за истечения срока припуска.
В 1816 году в 15 дворах проживало 56 мужчин и 61 женщина. VIII ревизия 1834 года показала 161 человека и 21 двор, при этом отмечено 4 полигамных семьи.
В 1842 году засеяли 720 пудов озимого и 912 пудов ярового хлеба. Своей мельницы не было. На каждый из 21 двора приходилось по 4,4 лошади, по 5,2 коровы, по 2 овцы и по 2 козы. Несколько дворов владело 24 ульями и 16 бортями. В 1859 году в 50 дворах отмечено 364 жителя. 
В 1870 году в деревне Куюкова 3-го стана Бирского уезда Уфимской губернии в 62 дворах — 380 человек (197 мужчин, 183 женщины), все башкиры. Имелись мечеть и училище при ней, жители занимались сельским хозяйством и лесным промыслом.
В 1896 году в деревне Куюк Байгузинской волости IV стана Бирского уезда 110 дворов и 647 жителей (317 мужчин и 330 женщин), мечеть. По данным переписи 1897 года в деревне проживало 657 жителей (310 мужчин и 347 женщин), все магометане.
В 1906 году — 716 жителей, мечеть, бакалейная лавка.
В 1920 году по официальным данным в деревне было 183 двора и 1025 жителей (450 мужчин, 575 женщин), по данным подворного подсчета — 1016 башкир, 17 русских и 1 работник в 192 хозяйствах. В 1926 году деревня принадлежала Янауловской волости Бирского кантона Башкирской АССР.
С образованием в 1920-е годы деревни Новый Куюк село получило название Старый Куюк.
В 1939 году население села составляло 750 жителей, в 1959 году — 526.
В 1982 году население — около 390 человек.
В 1989 году — 335 человек (143 мужчины, 192 женщины).
В 2002 году — 247 человек (118 мужчин, 129 женщин), башкиры (82 %).
В 2010 году — 246 человек (123 мужчины, 123 женщины).
Население занято в СПК «Труд». Имеются начальная школа, фельдшерско-акушерский пункт, клуб.

## Население
| 2002 | 2009 | 2010 |
| ---- | ---- | ---- |
| 247  | ↗284 | ↘246 |